# Amaurote
Amaurote è un videogioco pubblicato nel 1987 per gli home computer Amstrad CPC, Atari 8-bit, Commodore 64, MSX e ZX Spectrum dalla Mastertronic, con la sua etichetta M.A.D. dedicata ai titoli leggermente meno economici. È uno sparatutto tattico, alla guida di un veicolo che si muove su zampe, ambientato in una città futuristica infestata da insetti giganti. Il titolo prende il nome dall'immaginaria capitale nel romanzo Utopia di Tommaso Moro.
La versione per Commodore 64 è molto diversa dalle altre, principalmente per la visuale che è dall'alto anziché isometrica. Nel 2022 venne realizzata una conversione amatoriale per Commodore 64 e Commodore 128 che riproduce molto più fedelmente l'originale per ZX Spectrum.
Esiste una conversione per Enterprise, probabilmente un porting non ufficiale di quella per Spectrum.
Un'altra conversione non ufficiale esiste per il computer sovietico Elektronika BK.
Per Atari 8-bit è stata realizzata nel 2013 una versione amatoriale potenziata, Amaurote 128, per modelli con 128k di RAM.

## Modalità di gioco
Si pilota un veicolo ovoidale quadrupede chiamato Arachnus 4 che deve ripulire la città di Amaurote dagli insetti giganti che l'hanno invasa, somiglianti a mosche che camminano. Amaurote è suddivisa in 25 distretti, ciascuno un'area isolata quadrata grande come circa 100 schermate, e il giocatore può scegliere liberamente in quale ordine affrontarli. Gli scenari sono popolati da costruzioni futuristiche, piante e strade.
Nella maggior parte delle versioni l'area di gioco è mostrata con visuale isometrica che può scorrere in tutte le direzioni, ma in modo discontinuo (l'inquadratura si sposta di colpo quando l'Arachnus raggiunge i bordi). La finestra della visuale è monocromatica e ha un'insolita forma non rettangolare, con bordi a nido d'ape. Sotto di essa sono mostrate le informazioni di gioco.
La versione Amstrad CPC ha un po' più colori, ma bordi della finestra più smussati. La versione MSX ha più colori soltanto nelle esplosioni.
La versione Commodore 64 si differenzia molto nell'aspetto da tutte le altre, avendo visuale bidimensionale dall'alto, con scorrimento graduale, e finestra a colori con bordo semplice rettangolare.
L'Arachnus può camminare nelle quattro direzioni e sparare bombe, disponibili in quantità limitata. Deve eliminare tutti gli insetti per completare un distretto, ma evitando di distruggere accidentalmente le strutture cittadine; l'eccessivo danneggiamento della città, visualizzato in percentuale, può determinare la sconfitta.
Le bombe vengono lanciate a parabola e avanzano rimbalzando sul terreno, finché non incontrano un nemico o un ostacolo. Nella loro traiettoria possono anche scavalcare un nemico e passargli oltre senza danneggiarlo (esclusa la versione Commodore 64). Si può sparare una bomba alla volta, e bisogna aspettare che colpisca qualcosa, anche quando è uscita dalla visuale, prima di poterne sparare un'altra.
Gli insetti si suddividono in operai che camminano, esploratori volanti e regine. Il contatto con gli insetti infligge gradualmente danni all'Arachnus, indicati in percentuale, fino all'eventuale distruzione e sconfitta. In ogni distretto c'è una regina, che è fondamentale distruggere, perché col tempo è in grado di riprodurre gli altri insetti eliminati. La regina è immobile, ma ben sorvegliata dagli operai. Può essere distrutta solo sparando una bomba speciale chiamata supa bomb.
Il giocatore può richiedere in ogni momento dei rifornimenti via radio, accedendo a un menù di testo. Questi servizi hanno un costo, che viene detratto da una riserva limitata di denaro assegnata a inizio partita. Si possono richiedere la riparazione dell'Arachnus, il rifornimento di munizioni delle bombe normali, una supa bomb, o l'uscita dal distretto. I rifornimenti di bombe ordinati vengono paracadutati sullo scenario ed è necessario anche andare a raccoglierli (apparentemente esclusa la versione Commodore 64, dove le munizioni si ottengono invece istantaneamente con l'acquisto).
Nel pannello informativo si dispone di un indicatore, costituito da due frecce, che mostra in quale direzione approssimativa si trova la regina, oppure l'insetto normale più vicino, oppure il rifornimento paracadutato. Il giocatore può selezionare con la tastiera quale delle tre cose indicare.
La versione ZX Spectrum, se eseguita sul più potente modello 128k, è dotata di elaborati intermezzi per la sequenza di lancio dell'Arachnus e della distruzione di una regina, e di più musiche rispetto al 48k.

## Sviluppo
Amaurote venne sviluppato dalla Binary Design e principalmente dai fratelli John e Ste Pickford, John nel ruolo di progettista del gioco e programmatore della versione ZX Spectrum e Ste nel ruolo di grafico. Tra le caratteristiche più impegnative da realizzare, gli autori ricordano la visuale di forma non rettangolare, l'animazione del protagonista, e l'introduzione animata solo per Spectrum 128k (gli occhi digitalizzati che si vedono all'inizio sono di John); lo stesso Ste sospetta che persero troppo tempo su queste cose a discapito del gioco vero e proprio, che è un po' debole.
La versione Commodore 64 fu realizzata molto diversamente perché con il precedente gioco isometrico Glider Rider la squadra aveva avuto molte difficoltà. Secondo Ste l'hardware del Commodore 64 è poco adatto a questo tipo di grafica, perciò si decise di progettare questa versione separatamente con vista dall'alto. Lo sviluppo di questa versione fu anche trascurato, dato che la maggior parte degli sforzi furono concentrati sulla versione Spectrum.

## Accoglienza
Sulla stampa europea contemporanea Amaurote per ZX Spectrum ricevette recensioni molto entusiaste da tutti i punti di vista, o comunque buone, considerando anche che era venduto nella fascia di prezzo economica.
In retrospettiva la rivista Retro Gamer lo ricorda tra dieci "giochi perfetti" che mostrano le capacità dello ZX Spectrum 128k.
Le versione per Commodore 64, molto differente, di solito ricevette invece valutazioni negative. La rivista Zzap! fu tra le più critiche, e oltre al sistema di gioco sostanzialmente noioso e alla grafica scialba, segnalava la presenza di molti bachi, soprattutto nel funzionamento degli indicatori a frecce.
Secondo le stime degli autori, le copie di Amaurote vendute in Europa per ogni versione sono le seguenti. Le stime sono approssimative, in quanto raramente ricevevano dati di vendite dagli editori.
| Piattaforma  | Stima vendite |
| ------------ | ------------- |
| ZX Spectrum  | 50 000        |
| Amstrad CPC  | 50 000        |
| Commodore 64 | 50 000        |
| Atari 8-bit  | 2 500         |
| MSX          | 2 000         |